# Dörfl (Gemeinde Lilienfeld)
Dörfl bezeichnet einen Stadtteil der Stadtgemeinde Lilienfeld im Bezirk Lilienfeld in Niederösterreich.

## Lage
Das langgestreckte Mehrstraßendorf befindet sich nördlich der eigentlichen Stadt und linksseitig der Traisen.

## Geschichte
Der Ort wurde 1311 urkundlich genannt. Die Brücke über die Traisen wurde mit dem Dienerturm gesichert.
Im Jahr 1822 wurde der Ort als Dorf mit 21 Häusern genannt, das nach Lilienfeld eingepfarrt war, wohin auch die Kinder eingeschult wurden. Die Herrschaft Lilienfeld besaß die Ortsobrigkeit, übte die Landgerichtsbarkeit aus, besorgte die Konskription und hatte die Grundherrschaft inne. Der urkundlich 1792 genannte Hammer in Jungherrntal auf Jungherrntalstraße 21 wurde 1852 von Johann Waenzel gepachtet bzw. 1856 gekauft und unter Franz Waenzel wurde von 1867 bis 1872 ein Zweigbetrieb der Gewehrfabrik in Marktl errichtet. Laut Adressbuch von Österreich waren im Jahr 1938 in Dörfl ein Tierarzt, drei Bäcker, ein Buchdrucker, zwei Drechsler, drei Fleischer, ein Friseur, zwei Gastwirte, sechs Gemischtwarenhändler, eine Hebamme, ein Installateur, ein Lederwarenhändler, ein Maler, ein Musiklehrer, ein Fotograf, ein Rauchfangkehrer, zwei Schlosser, ein Schmied, zwei Schneider, vier Schuster, eine Skierzeuger, ein Sodawassererzeuger, ein Spengler, zwei Viktualienhändler, zwei Wagner und ein Zuckerwarenhändler ansässig. Zudem bestand im Ort ein Hotel und ein Konsumverein.

## Kultur und Sehenswürdigkeiten

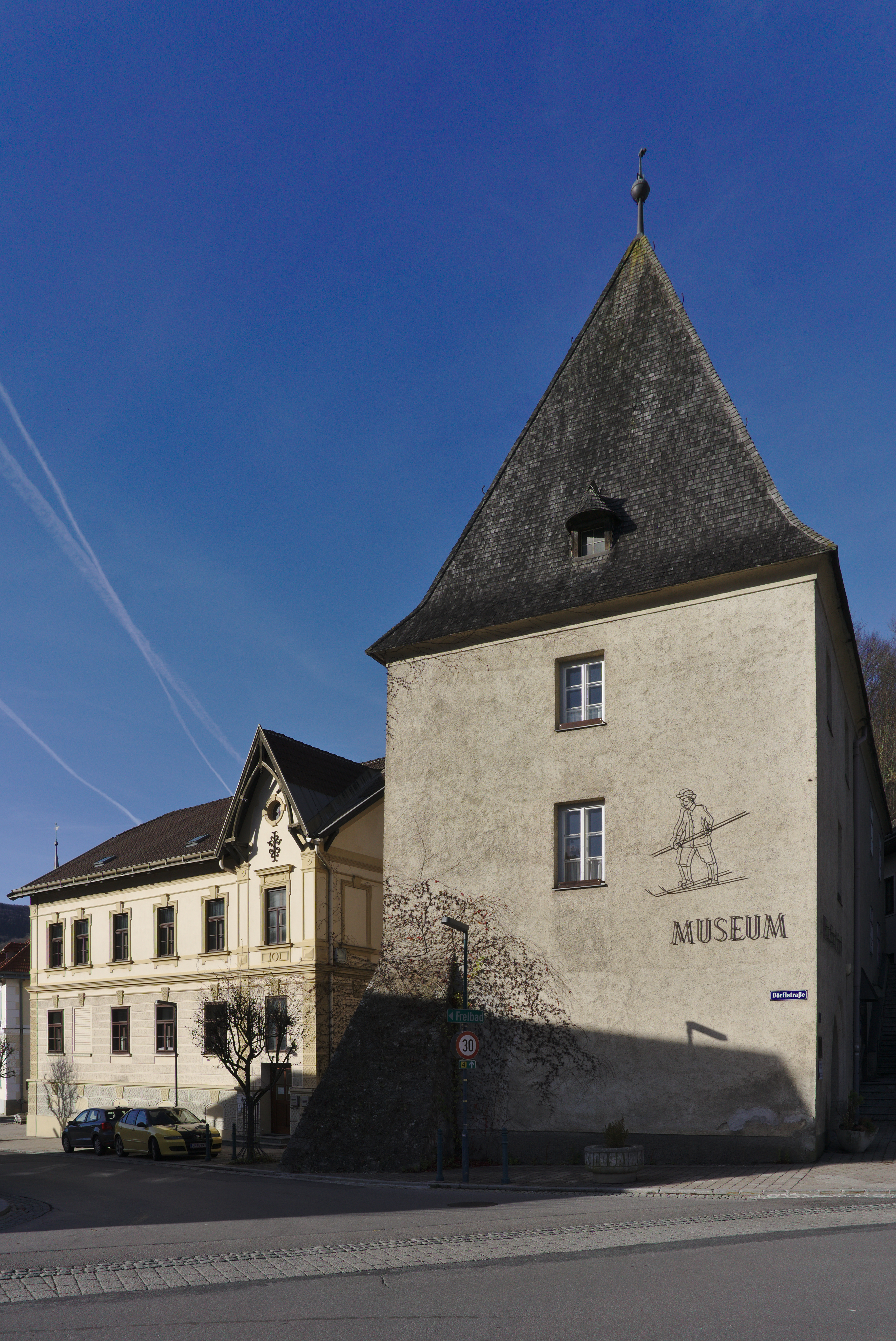
Rechts Arbeitsamt, links Dienerturm in Dörfl

- Dienerturm Lilienfeld
- Neue Mittelschule Dörfl
- Stadtamt Lilienfeld
- Arbeitsamt Lilienfeld
- Elektrizitätswerk Dörfl
- Figurenbildstock Johannes Nepomuk